# John Vigilante
John Vigilante (* 24. Mai 1985 in Dearborn, Michigan; † 19. Juli 2018 ebenda) war ein US-amerikanischer Eishockeyspieler, der den Großteil seiner aktiven Karriere zwischen 2002 und 2013 in der American Hockey League (AHL) verbrachte. Sein Bruder Mike Vigilante war ebenfalls professioneller Eishockeyspieler.

## Karriere
Vigilante wurde bei der OHL Priority Selection 2001 in der elften Runde von den Plymouth Whalers ausgewählt, für die er ab der Saison 2002/03 in der Ontario Hockey League aufs Eis ging. Nach einer soliden Rookiesaison mit 39 Scorerpunkten in 65 Spielen der regulären Saison, gelang es dem Flügelstürmer seine Offensivwerte im Folgejahr erheblich zu steigern. In der Saison 2005/06, seine vierte Spielzeit bei den Plymouth Whalers, fungierte der US-Amerikaner als Mannschaftskapitän und beendete die Spielzeit als teamintern erfolgreichster Punktesammler. Nach Abschluss seiner Juniorenkarriere setzte Vigilante, der nie gedraftet worden war, seine Laufbahn in der American Hockey League fort.
Dort verbrachte der Außenstürmer zunächst zwei Saisons im Trikot der Milwaukee Admirals. Anschließend agierte der US-Amerikaner bei den Syracuse Crunch sowie auf Leihbasis bei den Quad City Flames. Die Saison 2009/10 sollte seine letzte in Nordamerika darstellen, als Vigilante in 79 Spielen für die Grand Rapids Griffins auflief. Es folgte der Sprung nach Europa, wo der Stürmer beim italienischen Erstligisten Asiago Hockey unterschrieb. In seiner ersten Saison gewann er mit dem Team die italienische Meisterschaft, woran Vigilante als zweitbester Scorer der Playoffs nach Adam Henrich erheblichen Anteil hatte. Nach einer weiteren Saison in Venetien ließ der Stürmer seine Karriere beim schwedischen Zweitligisten IK Oskarshamn ausklingen.
Vigilante verstarb am 19. Juli 2018. Als Todesursache werden Herzprobleme vermutet.

## Erfolge und Auszeichnungen
- 2011 Italienischer Meister mit Asiago Hockey

## Karrierestatistik
(Legende zur Spielerstatistik: Sp oder GP = absolvierte Spiele; T oder G = erzielte Tore; V oder A = erzielte Assists; Pkt oder Pts = erzielte Scorerpunkte; SM oder PIM = erhaltene Strafminuten; +/− = Plus/Minus-Bilanz; PP = erzielte Überzahltore; SH = erzielte Unterzahltore; GW = erzielte Siegtore; 1 Play-downs/Relegation; Kursiv: Statistik nicht vollständig)